# Volîțea, Kamin-Kașîrskîi
Volîțea (în ucraineană Волиця) este un sat în comuna Pnivne din raionul Kamin-Kașîrskîi, regiunea Volînia, Ucraina.

## Demografie
Componența lingvistică a localității Volîțea
     Ucraineană (99,58%)
Conform recensământului din 2001, majoritatea populației localității Volîțea era vorbitoare de ucraineană (99,58%), existând în minoritate și vorbitori de alte limbi.